# Ерні Шааф
Ерні Шааф (англ. Ernie Schaaf; 27 вересня 1908 — 14 лютого 1933) — американський професійний боксер.

## Професіональна кар'єра
Впродовж 1927—1932 років, провівши 70 боїв, зустрічався з деякими найсильнішими боксерами того часу: з Томмі Лограном зазнав 2 поразки і здобув 2 перемоги, перемагав двох майбутніх чемпіонів світу у важкій вазі — Макса Бера і Джеймса Бреддока та майбутнього претендента на чемпіонський титул Янга Стріблінга.
31 серпня 1932 року вдруге зустрівся в бою з Максом Бером. Шааф зазнав серйозного побиття, пропустивши потужний удар в голову в останньому раунді і вдарившись об килим за дві секунди до фінального гонгу, що врятувало його від офіційного нокауту. Лише через кілька хвилин він зміг прийти до тями. С тих пір його почали турбувати головні болі.
10 лютого 1933 року зустрівся в бою з італійським гігантом Прімо Карнерою. Поєдинок видався дуже важким для американського боксера, який зазнав поразки нокаутом у тринадцятому раунді. Через потужні удари, завдані італійцем, Шааф впав у кому і за кілька днів помер. Хоча деякі звинувачували Карнеру у вбивстві, багато хто бачив причину смерті Шаафа в травмі, отриманій під час бою з Бером.